# 德国国旗
德國國旗是由三條等寬的分別為德國國家代表色「黑、紅、金」色的橫條組成的三色旗。
黑、紅、金三色旗最早出現於19世紀早期，開始正式使用是在1848年德國革命。短命的法蘭克福國民議會（1848–1850）提議使用三色旗為民主化德國聯邦的旗幟。一戰之後建立的魏玛共和国也使用三色旗為德國國旗。世界大戰後的東西德都將三色旗作為自己的國旗，直到1959年東德在三色旗上加上國徽前這兩個國家的旗幟是完全相同的。從1990年10月3日兩德統一後，黑、紅、金三色旗再次成為德國國旗。
德國國旗也並非總是使用黑、紅、金三色作為其基色。1866年的普奧戰爭之後，普魯士王國領導的北德意志邦联採用黑、白、紅三色旗為聯邦旗。黑-白-紅三色旗後來也成為1871年德意志統一後的德意志帝國（德意志第二帝國）的國旗，並一直使用到1918年一戰結束。1933年開始納粹德國也曾短期的使用過黑、白、紅三色旗。
三基色黑、紅、金和黑、白、紅在德國歷史上都有著重要的意義，也常常獲得不同的解釋。現在黑、紅、金代表二戰後的共和民主政體體制，現在的德國聯邦和自由的聯合體：不僅僅是德國的自由，還包含了德國人民的民主自由。

## 國旗的變體

### 民用國旗

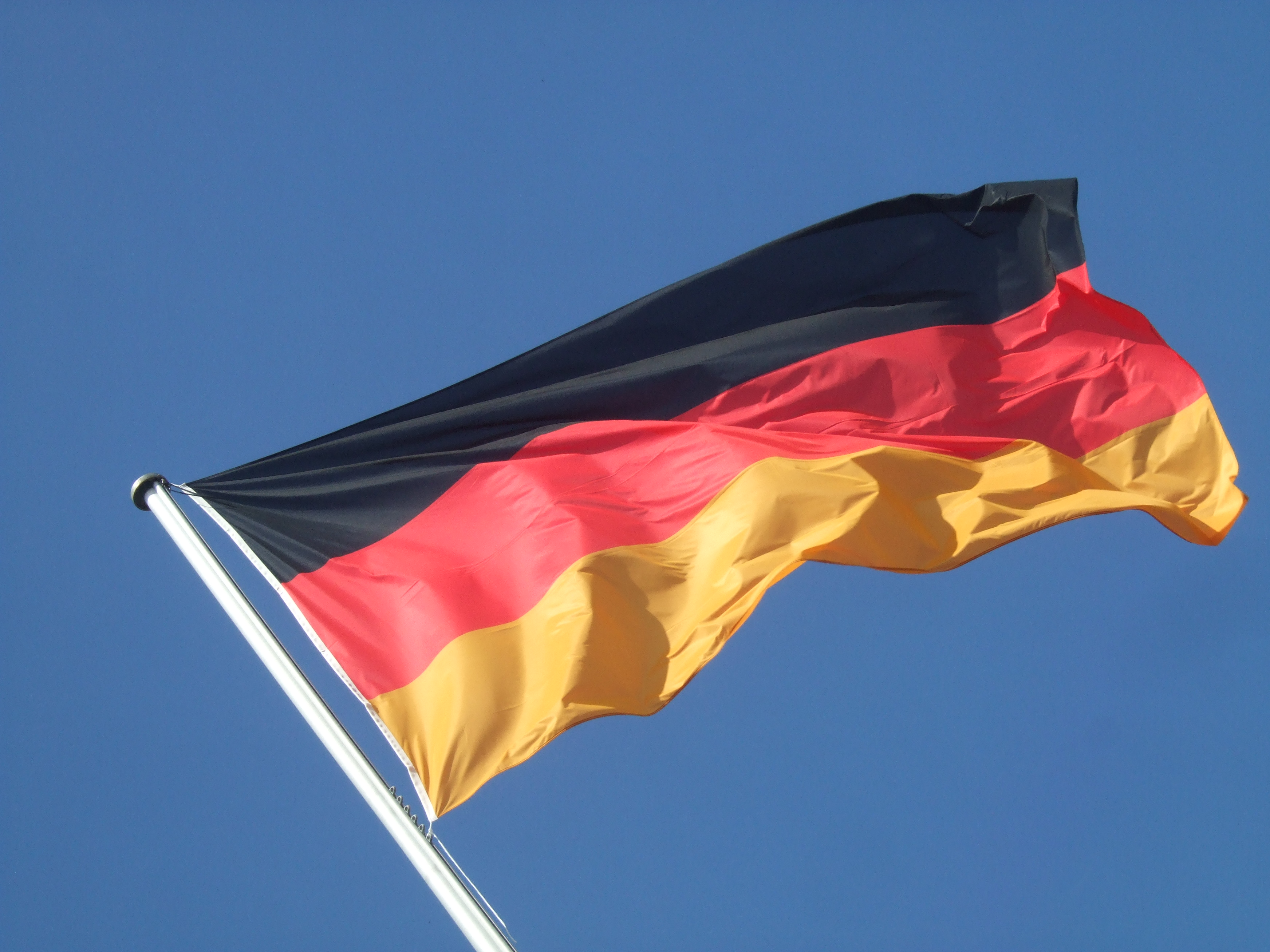
飘扬的德国国旗

德國聯邦用國旗（德語為Bundesflagge），由德國基本法於1949年規定只由黑-紅-金三基色組成，之後由於出現了單獨的政府和軍隊專用國旗，黑-紅-金三色旗現在成為德國的民用國旗。朴素的三色现在被用作德国政府旗和民用旗。这面国旗也被非联邦当局用来显示他们与联邦政府的联系，比如联邦州會將德國國旗和他們的州旗一起使用。

### 政府專用國旗

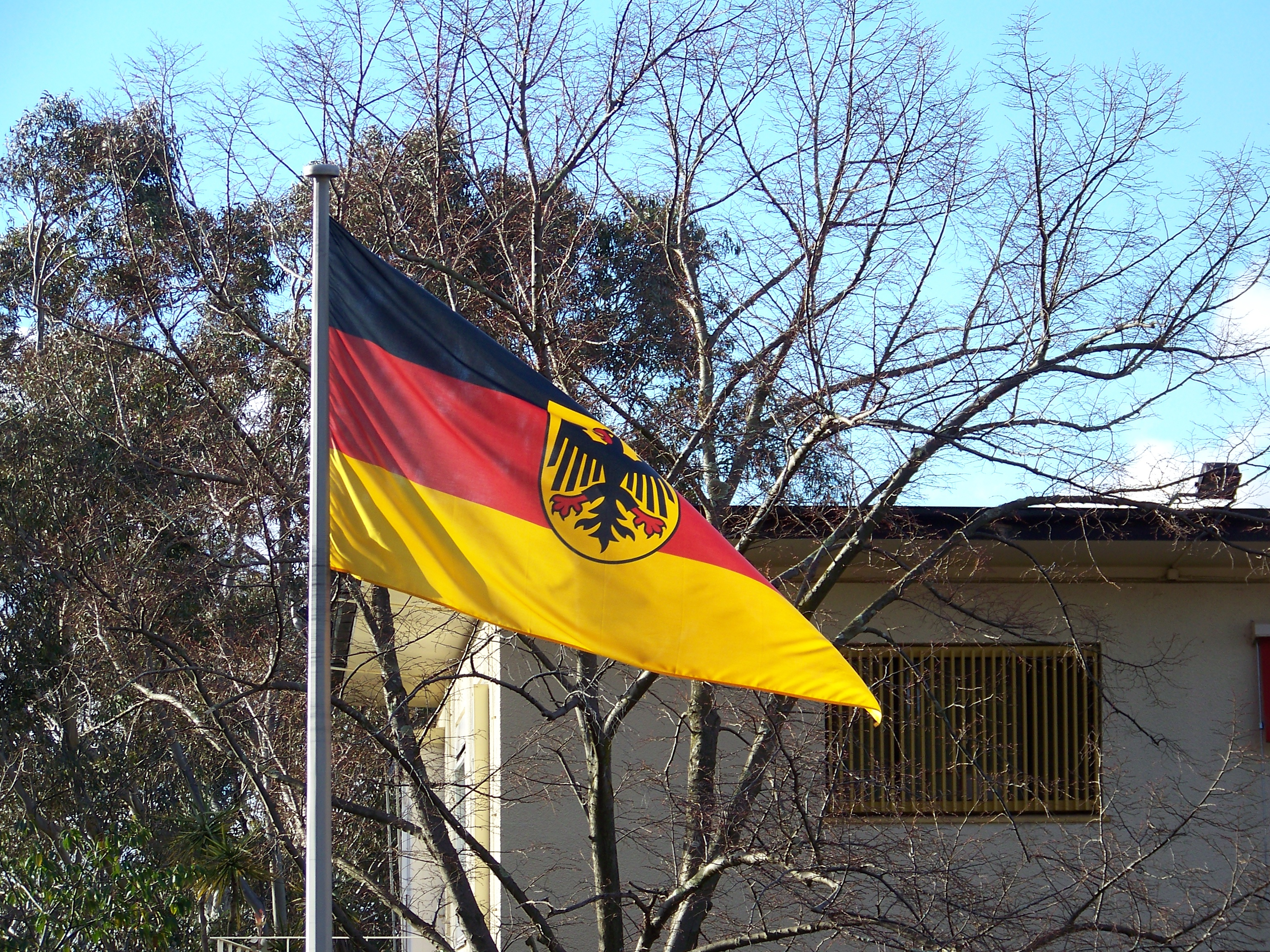
飘扬的德国政府旗

政府用國旗官方名稱為：聯邦政府專用國旗（德語：Dienstflagge der Bundesbehörden 或縮寫為 Bundesdienstflagge），在黑-紅-金三色旗的基礎上加上了聯邦盾形徽章，徽章的位置是從黑色橫條的下五分之一的位置到金色橫條的上五分之一的位置。聯邦盾形徽章是德國國徽的變體，其主要變化在於鷹的造型和盾牌的形狀： 聯邦盾形徽章的盾形下部為圓弧，而國徽的下部為尖型。該旗只能由聯邦政府使用，如果其它任何組織或個人使用都將被認為是違法行為，不過，某些公眾場合使用的政府用國旗的變體（如使用國徽代替聯邦盾形徽章）是被允許的，這種情況多見於國際性的體育活動。
| 3:5 聯邦政府專用國旗（僅聯邦政府使用，其它任何組織或個人禁止使用）  |
| 3:5 聯邦政府專用國旗 （僅聯邦政府使用，其它任何組織或個人禁止使用） |

| 3:5 帶國徽的國旗 （非官方用旗，在公眾場合允許個人或組織使用） |
| 3:5 帶國徽的國旗 （非官方用旗，在公眾場合允許個人或組織使用） |

| 垂掛式民用旗 |
| 垂掛式民用旗 |

| 垂掛式政府專用旗 |
| 垂掛式政府專用旗 |

| 駐阿富汗國際維和部隊中的德國聯邦國防軍的旗幟標誌（波斯语：德國）  |
| 駐阿富汗國際維和部隊中的德國聯邦國防軍的旗幟標誌 （波斯语：德國） |

### 軍用國旗

二战时期的德国军舰旗

由於德國聯邦國防軍同樣是聯邦機構，聯邦政府專用旗同時也是德國的陸上用軍旗。1956年，德國海軍專用旗则被定義為：以燕尾形結尾的聯邦政府專用旗。本來使用燕尾形的旗幟是為了讓海軍的旗幟和早期帝國軍旗分別開來，因為它們都是以條頓騎士團十字架為標誌。現在的德國海軍用國旗是以1848年國民議會艦隊所用旗幟為藍本，其延續了法蘭克福議會的民主傳統。
德國海軍現用國旗於1956年5月25日由德國總統下令使用，其必須使用於德國海軍的所有戰艦及其船載小艇上。同樣德國所有的沿海軍事基地也使用該旗。但海軍的民用輔助艇，補給點和聯邦海軍的軍營則還是使用聯邦政府專用國旗。

### 垂掛式国旗
除了最常用的橫式旗之外，在德國很多公共場所的建築還會使用垂掛式國旗（Bannerflaggen）。很多鄉鎮政府大樓外都會將國旗和鎮旗同時垂直懸掛–德國的很多鎮只有垂掛式鎮旗。1996年德國發布了關於垂掛式政府專用旗的規格：“盾形徽章”在旗幟的中心，從黑色豎條的右五分之一到金色豎條的左五分之一。如果國旗像帷幔一樣懸掛，則黑色豎條必須在左邊；如果是懸掛於豎直的旗桿，則黑色豎條必須面向桅杆。
雖然並沒有硬性規定其縱橫比，但是一般垂掛式國旗的長寬比為5：2。

## 設計

### 顏色
- 《德國基本法》第22條：“德國聯邦國旗必須為黑色、紅色和金色組成的三色旗。”[2]根據1950年西德政府的詳細說明：德國國旗由三條等寬的橫條組成，其縱橫比為3:5[3]。魏玛共和国使用的国旗长宽比则为2:3[8]。
- 德國國旗在被採用時對其顏色並沒有進行官方明確的規定因此在不同的時期可能使用了不同的顏色（保持黑-紅-金的基本色，但是顏色的深淺可能有差異）[9]。1999年6月2日德國聯邦政府頒布了關於的德國國旗的官方設計方案，規定國旗的顏色如下：[10]

| 顏色標準     | 黑      | 紅      | 黃                                                           |
| ------------ | ------- | ------- | ------------------------------------------------------------ |
| Pantone      | Black   | 485     | 黃色：765克 紅色：26克 黑色：11克 白色：198克 可選擇7405號色 |
| 網頁顏色標準 | #000000 | #DD0000 | #FFCC00                                                      |
| RGB          | 0-0-0   | 221-0-0 | 255-204-0                                                    |
| RAL          | 9005    | 3020    | 2007                                                         |

### 金色還是黃色？

樣板之一：有著金屬色橫條的德國國旗。在1999年官方設計出臺之前，這款國旗有時會在公共場合被使用。可以注意到它的紅色橫條也比較鮮豔

在旗幟學中，金色和黃色基本上沒有區別；在紋章學中，它們都被稱為Or（意指金色顏料）。對於德國國旗，其區別僅為：無論它們多么接近，德國國旗的顏色是金色而不是黃色。
當魏瑪共和國採用黑－紅－金三色旗為國旗時，其受到了保守主義，君主主義和極右派的攻擊而為三色旗取綽號，例如「黑－紅－黃」（Schwarz–Rot–Gelb）、「黑－紅－芥末」（Schwarz–Rot–Senf）和「黑－紅－狗屎」（Schwarz–Rot–Scheiße）。

## 历史

### 中世紀時期

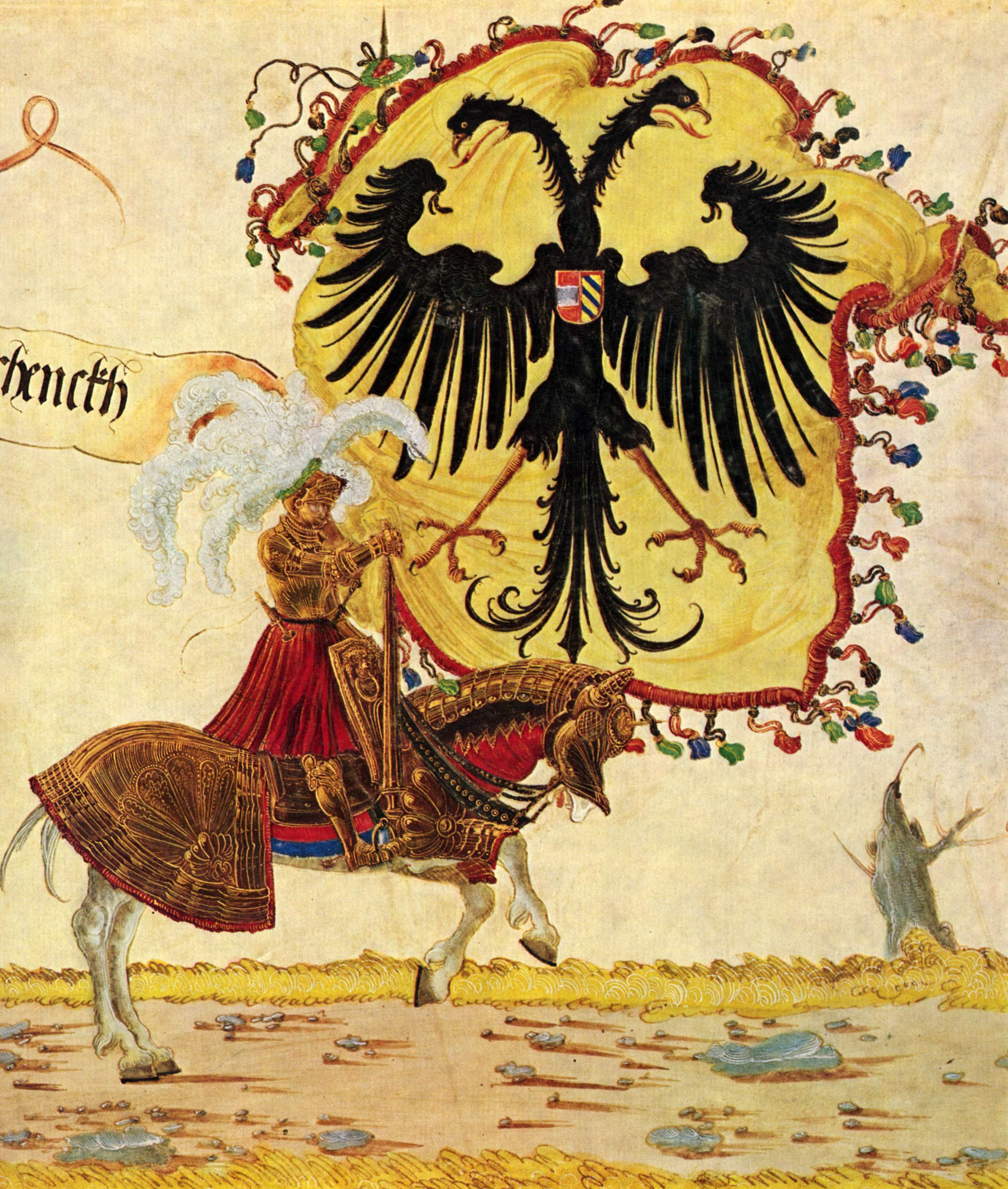
德意志民族神圣罗马帝国（1410——1806阿爾特多弗爾·阿爾布雷特作品）

神圣罗马帝国（10世紀到1806年，1512年後被稱為：德意志民族神圣罗马帝国）並沒有專用國旗，但是黑色和金色是神聖羅馬皇帝的代表色，并常常被用於他們的標誌：金色的背景上的一只黑色的老鷹；關於這個標誌的最早記錄為海德堡馬內塞古抄本。在13世紀後期或14世紀早期之後，鷹的爪和嘴被染為紅色（纹章学中被稱做：金底紅爪黑鷹，黑－紅－金三色搭配第一次用在國家標誌上）。15世紀初期開始，双头鹰開始被使用。
1804年拿破仑一世成立法兰西第一帝国。為了和其抗衡，哈布斯堡王朝的神聖羅馬皇帝弗朗茨二世宣布他的個人領地為奧地利帝國并自稱為奧地利的弗朗茨一世。而奧地利帝國的國旗也就使用和神聖羅馬帝國的標誌一樣的黑色和金色。由於拿破崙於1806年強迫帝國解散，弗朗茨二世是神聖羅馬帝國的最後一位皇帝。之後奧地利國旗到1918年為止一直是黑色和金色的。
紅色和白色在這段時期也常常被當成德國的代表色。當神聖羅馬帝國參加十字軍東征的時候，除了黑－金的帝國標誌外，還有紅－白軍隊被使用。它被稱為“聖喬治旗”, 紅底白十字架。紅－白色也曾是 汉萨同盟 （13到17世紀）的代表色。汉萨商船即以紅白细长三角旗為他們的標誌，而很多汉萨同盟的城市也以紅白做為市旗的基本色。現在紅－白仍然是很多前汉萨同盟城市，如漢堡或不來梅的代表色。
| 神聖羅馬帝國“神聖羅馬皇帝用軍旗”（1200–1350） |
| 神聖羅馬帝國“神聖羅馬皇帝用軍旗”（1200–1350） |

| 神聖羅馬帝國到1401年前使用的標誌 |
| 神聖羅馬帝國到1401年前使用的標誌 |

| 神聖羅馬帝國1400年後使用的標誌 |
| 神聖羅馬帝國1400年後使用的標誌 |

### 拿破崙戰爭和德國解放戰爭時期

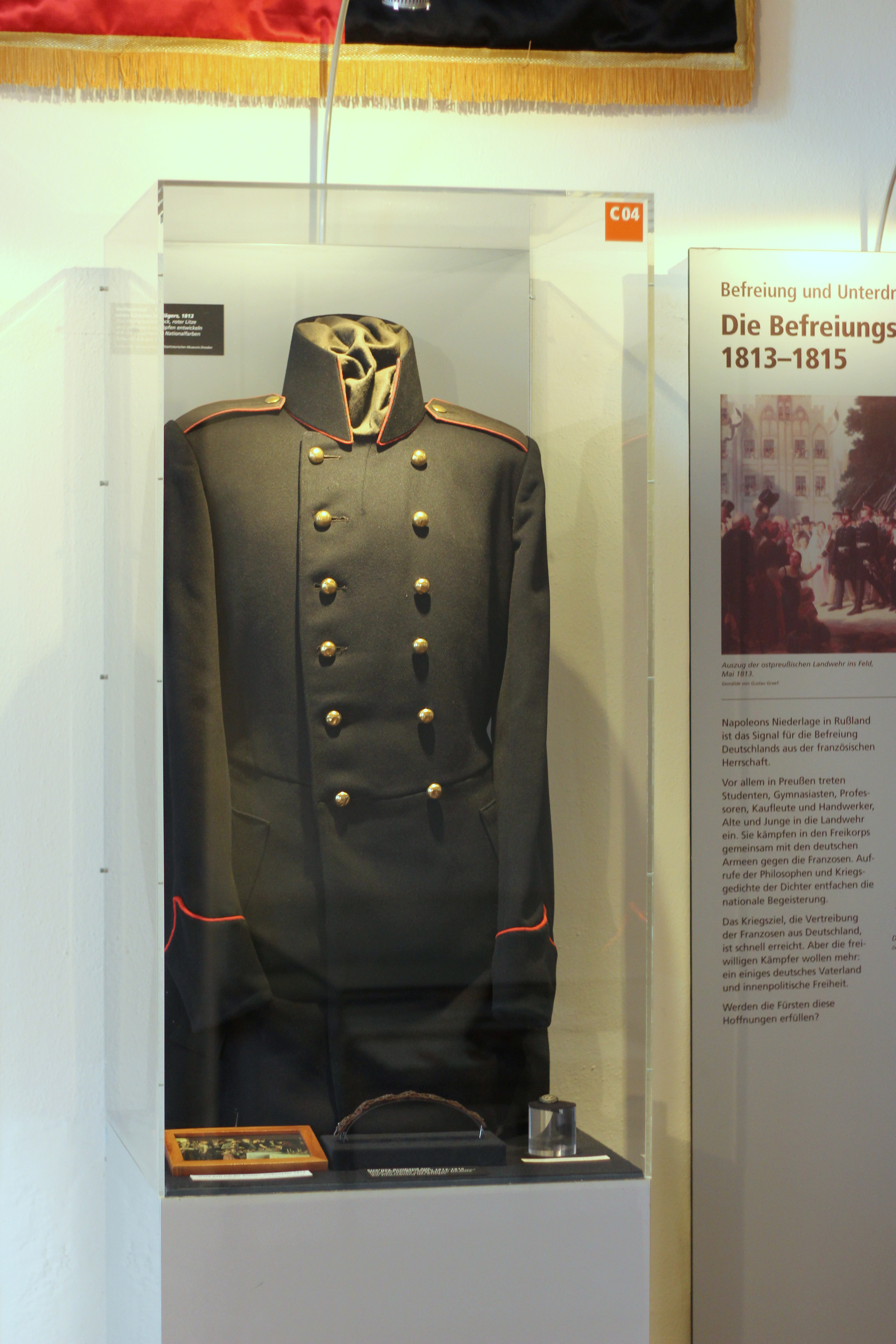
於拉施塔特的德國歷史自由運動紀念碑上展出的制服。

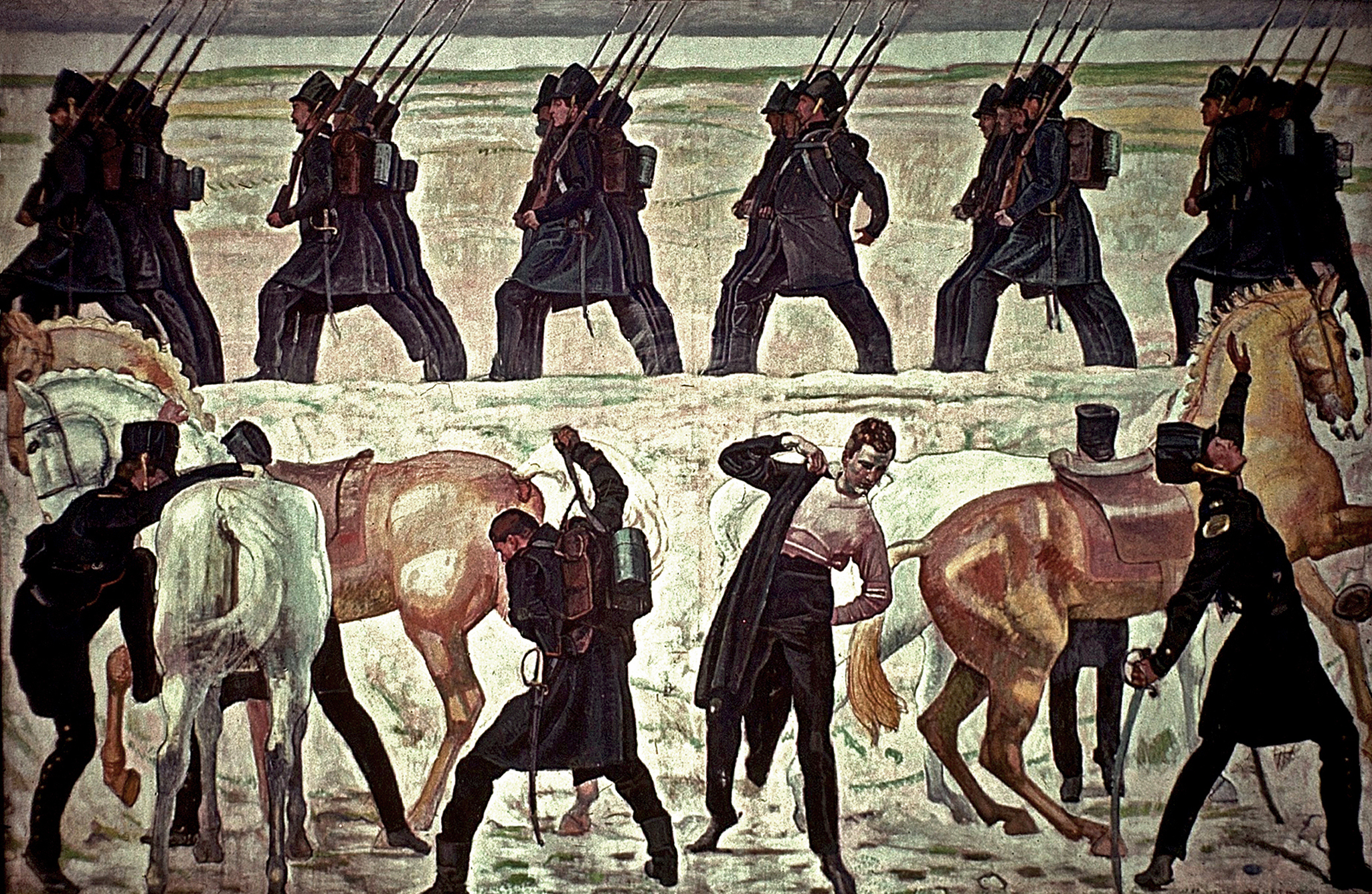
「呂佐夫志願軍中的耶拿學生」，费迪南德·霍德勒繪於是1909年

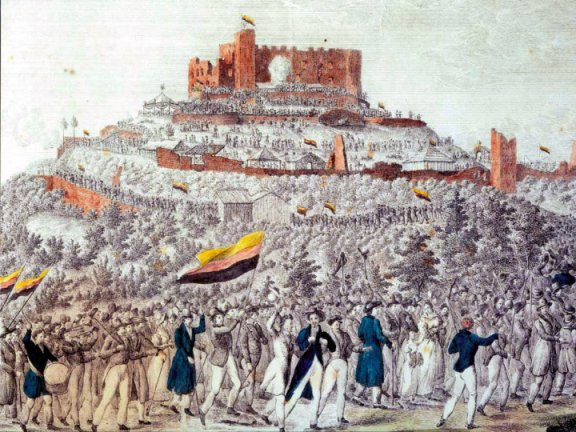
漢巴赫節使用的旗幟，金條在最上面（1832）

1806年神聖羅馬帝國倒塌，很多前神聖羅馬帝國的邦國加入了由拿破侖支配的萊茵邦聯。當時邦聯使用綠－白－藍三色旗，表示它效忠於其“保護者”拿破仑一世。
1813年由呂佐夫志願軍為主力的德國反對拿破崙的解放戰爭暴發。這隻軍隊主要由反對法統德國的學生組成。他們是從德國各地自願集中於普魯士少將阿道夫·馮·呂佐夫的徽下，因此他們的軍裝是各式各樣，為了統一，軍服最終全部使用黑色。在加上金色（黃銅色）鈕釦和紅色的翻領和滾邊後，正好和前神聖羅馬帝國旗基色相同。
這三種顏色的組合同時也成為了解放戰爭的格言：

從被奴役的黑暗（黑色）中藉由流血（紅色）的抗爭得到自由的金色光芒。

耶拿学生社团旗帜为黑红金三色旗的起源

1813年6月17日名為“黑色獵手”的軍隊在萊比錫附近的Kitzen中了法軍的埋伏，幾乎全軍覆滅。1815/6年的維也納會議後德國成立了鬆散組織德意志邦聯, 以團結在1806年神聖羅馬帝國被廢除後餘下的德意志邦國，並以弗朗茨二世為其領袖。這個組織並沒有自己的旗幟，雖然有人認為它也使用過黑-紅-金三色旗。1815年6月12日年由七名本身為呂佐夫志願軍成員同時又是耶拿高級學生聯合會軍隊成員的學生領頭，同其他愛國學生一起建立了耶拿的Burschenschaft（學生社團，類似現今學生會，成立主旨是要消除當時大學裏面，各德國邦聯成員國學生各自成立組織，各自為政的分裂狀況，而以學生社團做為共同的組織，成為當時校園裏一種要求變革的學生運動，以「榮譽、自由、祖國」（Ehre, Freiheit, Vaterland）為口號，要求德意志統一、領邦立憲、新聞自由與一般民眾參與政治的權利）。這七個學生選擇黑-紅-金作為學生社團的旗幟顏色，其造型是三條等寬的的紅-黑-紅的橫條組成的三色旗，有金色的流蘇以及在黑色的橫條中間有金色的橡樹枝標誌。。在憲法中提到：“在1817年的瓦爾特堡節，年輕人們不僅慶祝他們的喜悅同時也嚴肅的思考了生活的意義，因此他們選擇了黑-紅-金作為他們旗幟的顏色。”
為了紀念為期四天的萊比錫戰役，約500名從不同德意志邦聯的學生社團的學生和一些教授於1817年10月18日在“Nur im Ganzen ist Heil”（只有統一才是神聖）的口號下，高舉黑-紅-金旗幟（金色僅為流蘇的顏色，旗桿為用黑色緞帶環繞的橡樹枝）集結於艾森納赫附近的瓦爾特堡（瓦爾特堡節）爭取德國的民主統一。奧地利帝國為了維持對德國的現狀，於1819年通過卡爾司巴德敕令，以對大學學術自由及出版言論自由加強控制，官方強制性結束了所有學生社團。
從1832年5月27日到30日，大約三萬民眾參加了為進一步民主統一的漢巴赫節，他們第一次使用了真正意義上的黑-紅-金三色旗，中間紅色部分上題字到“Deutschlands Wiedergeburt”（德國重生），充分表示了參與者要求建立真正統一的民族國家的意願，這面旗被稱為Ur-Fahne（起源旗），現在仍然在瓦爾特堡城堡上飄揚。。同時代的插圖中還顯示了人們使用一種金-紅-黑三色旗（恰好和黑-紅-金三色旗上下顛倒）。

### 德意志邦聯和法蘭克福國民議會時期

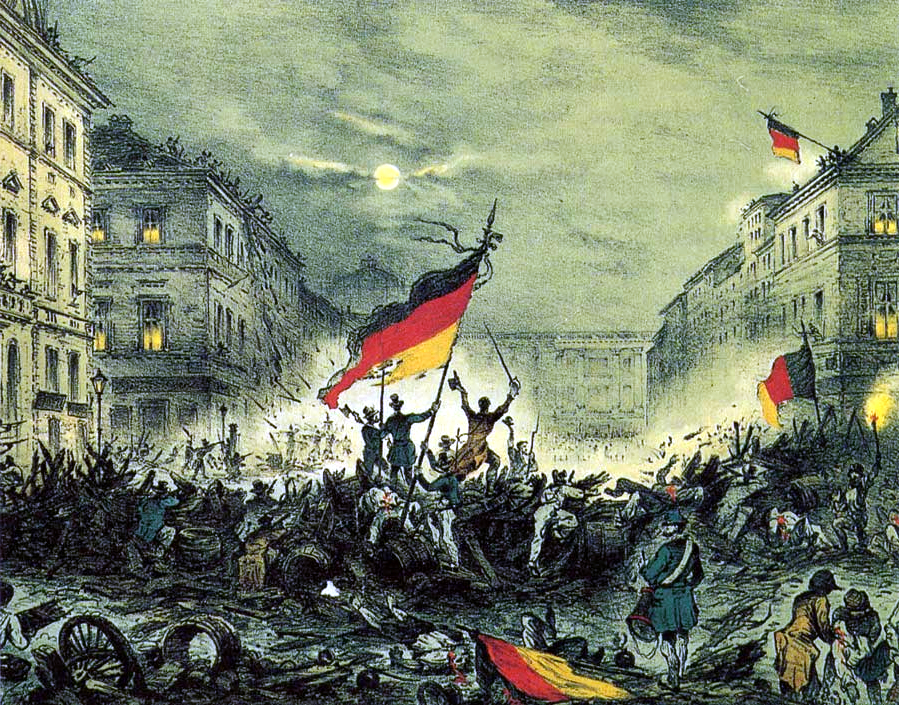
德意志1848年革命（1848年3月）

德意志邦聯（1815–1866）期間黑-紅-金三色逐漸確立了其作為國家代表色的地位。為了推翻君主制建立共和制的德國，1848年爆發的德意志1848年革命開始使用黑-紅-金三色垂挂旗，在此期間舉行的國家議會將國旗的設計作為討論主題之一。1848年3月9日，於法蘭克福最終決定開始官方使用黑-紅-金三色旗。
1848年5月18日第一次德意志国民大会在法蘭克福聖保羅教堂舉行。1848年11月13日帝國法律公報宣布黑-紅-金三色橫條旗為德國國旗。另外黑-紅-金三色旗同樣也是德國國民議會艦隊（1848–1852）的軍旗。
| 法蘭克福國民議會用旗(1848–1866) |
| 法蘭克福國民議會用旗(1848–1866) |

| 國民議會艦隊專用軍旗(1848–1852) |
| 國民議會艦隊專用軍旗(1848–1852) |

### 北德意志邦聯和德意志帝國時期

北德意志邦聯(1867–1871)和 德意志帝國(1871–1918)國旗，也成被魏瑪共和國用作外交用旗(1922–1933)

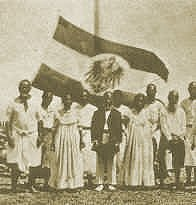
德意志帝國殖民統治時期的諾魯國旗

德意志邦聯中最有影響力的普魯士，為了達到其控制整個德國的目的，於1867年建立了北德意志邦聯。普魯士王國首相奧托·馮·俾斯麥私下安排在於1867年7月1日分裂的德國憲法中使用一種新的軍旗和貿易旗：黑-白-紅三色旗。這三種顏色最早是由漢堡商會的秘書Adolf Soetbeers博士在1866年9月22日的不萊梅商業報紙的一篇文章中提議的：理論上當時德國所有的國際海上貿易是同時屬於普魯士和漢薩同盟的，所以這些商船都應該使用一個統一的既代表普魯士（黑-白）又代表漢薩同盟（紅-白）的標誌。1867年12月22日俾斯麥在北德意志邦聯第一憲法綱要中提出在國旗中使用這個顏色組合，1848年到1851年出任普魯士海軍部長的普魯士親王阿爾布雷希特也在同年12月25日對皇帝和王儲的報告中推薦這個提議，因此1867年6月22日最終憲法中規定黑-白-紅為國旗顏色。官方解釋為黑-白代表普魯士，紅-白則代表所有漢薩同盟的城市。
普魯士皇帝，威廉一世，對這個顏色組合也非常滿意，因為黑-白代表了普魯士而紅-白代表了勃蘭登堡選帝侯。黑-白-紅三色旗的使用基本上沒有得到反對，原本使用黑-紅-金三色旗的首要目的也是為了德國的統一而不是因為其顏色的緣故，取消掉金色也同時說明當時的德國聯邦不再包括奧地利帝國。在普法戰爭後，其他南德聯邦和北德意志邦聯聯合，於1871年完成了德意志統一，霍亨索倫王朝成為新的德意志帝國的統治者，黑-白-紅三色旗最終於1892年成為德意志帝國的國旗，其一直被使用到1918第一次世界大戰最後帝國的終結日。
普奧戰爭中奧地利帝國和其盟軍仍然使用黑-紅-金三色旗為軍旗，之後的奧匈帝國也使用黑-紅-金三色旗為其國旗。瓦爾德克公國，羅伊斯长系亲王国（黑-紅-金三色橫條旗）和羅伊斯幼系亲王国（黑-紅-金三色豎條旗）也分別使用黑-紅-金三色旗為其國旗。

### 威瑪共和國
德國在第一次世界大戰戰敗後於1919年8月14日成立了威瑪共和國，其再度啟用黑-紅-金三色旗為德國國旗，因為其代表了德國的民主。而原來的黑-白-紅三色旗根據魏瑪憲法代表了君主獨裁制，雖然作為國家標誌得到保留，但是必須進行修改：在其左上角加上了黑-紅-金三色旗。黑-紅-金三色旗的推行在當時的德國引起了一場國旗鬥爭。君主主義者和納粹主義者都讚同使用原本的黑-白-紅三色旗並嘲弄黑-紅-金三色旗為“黑-紅-芥末”。當時還有第三種國旗方案，即德國獨立社會民主黨在1918年德國十一月革命中使用的純紅色旗。
1919年7月3日關於選擇德國國旗的最終投票在德國國會舉行，黑-紅-金三色旗以211票的同意、90票的反對獲勝。對貿易用旗則達成了妥協，仍然使用黑-白-紅三色旗為底色。1921年7月31日出台的第一部國旗法令更是具體規定了其他各種相關旗幟，其中包括五張以黑-紅-金和五張以黑-白-紅為底色的旗幟。這些複雜的法令並沒有讓任何人滿意，他們仍然認為自己的觀點才是德國真正的國旗。1922年，出於妥協，魏瑪政府重新使用黑-白-紅三色旗作為外交用旗。
德國的貿易用旗一直到1933年仍然使用以黑-白-紅三色旗為底色，左上角為黑-紅-金三色旗的設計。而德國國防軍也一直使用原來的黑-白-紅軍旗。很多納粹主義政黨，如德國國民黨（如海報所示）和國家社會主義德意志勞工黨（即納粹黨）一直沿用黑-白-紅三色，現今德國的德國國家民主黨也仍然堅持使用這三種顏色作為標誌。
1924年2月24日，名為“黑红金国旗团”的組織在馬格德堡成立，它是由魏瑪聯盟的組成政黨：德國中央黨（ZENTRUM），德國民主黨（DDP），德國社會民主黨（SDP）和德國工會組成。該組織的目的是在極右派和極左派的壓力下保護代表民主的黑-紅-金三色旗。通過這個組織的努力，黑-紅-金三色旗不再僅僅是德國民主的象徵，也同時成為反抗政治極端主義的標誌。該組織的第一任主席Otto Hörsing描述其任務為“同納粹萬字和蘇聯紅星搏鬥”。
由於納粹黨的崛起，以及極右翼主義的人數不斷增加以及其他各種因素，魏瑪共和政府最終於1933年被納粹夺權，由阿道夫·希特勒出任德國總理。
| 魏瑪共和國國旗(1919–1933) |
| 魏瑪共和國國旗(1919–1933) |

| 帝國旗幟黑-紅-金在斯托克海姆的地方聯合會會旗 |
| 帝國旗幟黑-紅-金在斯托克海姆的地方聯合會會旗 |

#### 德国以北歐十字為基礎設計的國旗草案
- 1919年左右的一種德國國旗草案
- 1944年左右的一種德國國旗草案
- 7月20日密謀案主使提出的德國國旗草案

### 納粹時期
1933年開始的納粹德國時期納粹主義者將自己黨派的“卐字旗”和舊帝國的“黑-白-紅”三色旗共同作為德國國旗。阿道夫·希特勒擬定了納粹的很多標誌，卐字旗是他於1920年夏天作出的設計。他在《我的奮鬥》中提到，一個施塔恩貝格的牙醫，據推測可能是Friedrich Krohn，曾做了一個相似的設計，這個設計給了他靈感。卐字旗基本使用舊帝國國旗的色調，因為希特勒認為“這些尊貴的顏色表達了我們對給我們德意志民族帶來了無限榮耀的光榮過去的尊重。”更重要的是“新的旗幟...必須具有如同海報的強大號召力” 因為“成百上千的事實說明一個真正醒目的標幟會成為一場運動成功的第一要素。”希特勒描述道：紅色代表了革命的“社會思想”，白色代表了納粹主義和高尚的純種（希特勒心目中的純種德國雅利安人），黑色的卐字代表了針對世界的“讓雅利安人崛起的戰鬥任務”。
| 3:5 德国國旗、商船旗（1933–1935）  |
| 3:5 德国國旗、商船旗 （1933–1935） |

| 3:5 德國國旗、商船旗、戰艦艏旗（1935–1945）  |
| 3:5 德國國旗、商船旗、戰艦艏旗 （1935–1945） |

當時世界上很多地方卐字為自己的標誌，在20世紀30年代，愛沙尼亞，拉脫維亞，瑞典、芬蘭和印度都使用過以卐字為標誌的旗幟。
從1933到至少1938年納粹黨常常為了將卐字旗神化，在其使用前將其和納粹在1923年啤酒館政變中使用的名為“血旗”（Blutfahne）的卐字旗接觸，這個儀式在每一屆的紐倫堡集會中都有舉行。納粹黨中的一些成員認為，卐字只有“純種的雅利安”血統才可以使用，卐實際上是由德語的Schutzstaffel（黨衛隊）縮寫成SS再轉化為兩個閃電型的字母S合併而成 ，也是源自雅利安人傳統代表神聖和吉祥的標誌。
1933年3月12日帝國總統保羅·馮·興登堡在其公告中確定，從這一天開始“第三帝國”只能使用兩種國旗：舊帝國的黑-白-紅三色旗和卐字旗。兩面旗理論上應該同時使用。內務部長威廉·弗利克在1933年4月29日的公告中則再次補充，在貿易商船的船尾必須掛上黑-白-紅三色旗，卐字旗則應該掛在信號旗的位置上。
阿爾伯特·斯佩爾在他的回憶錄開始寫道“他（阿道夫·希特勒）只在兩件其他的設計中表現了他對其消暑別墅伯格霍夫同樣的熱情：帝國戰旗和希特勒的個人旗帜。”
一個卐字偏離中心的卐字旗設計被應用於德國軍艦。這面國旗背面的卍字是右旋的，因為海上用的旗幟都是“透染”的，也即是左旋的顏色透染到了背面變為右旋的。
| 1935-1938年的德國軍艦旗 |
| 1935-1938年的德國軍艦旗 |

| 1938-1945年的德國軍艦旗 |
| 1938-1945年的德國軍艦旗 |

| 元首旗 |
| 元首旗 |

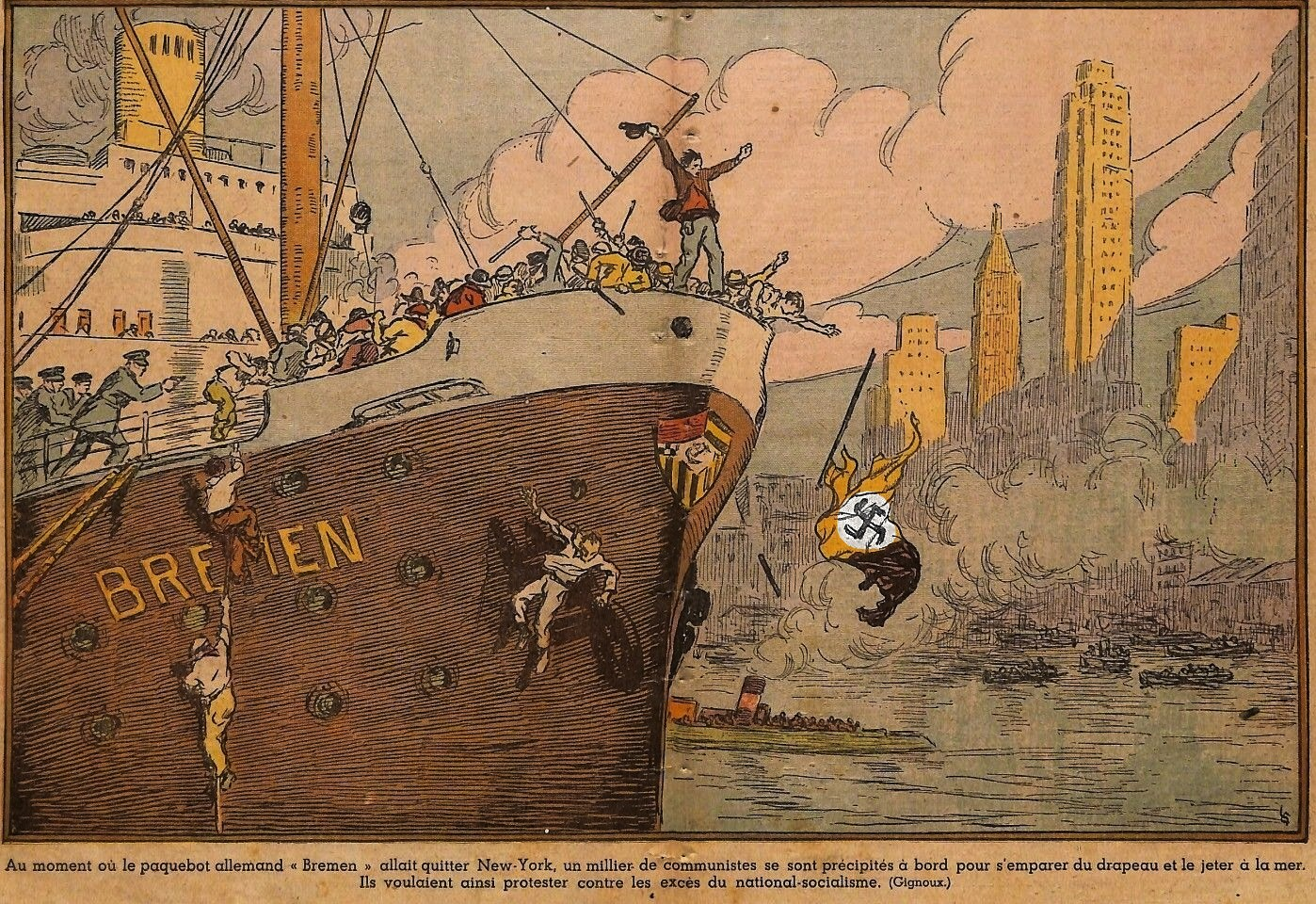
描绘1935年7月26日反纳粹示威者攻击停靠在美国纽约港的不萊梅號的插图

1935年9月15日頒布的《帝國國旗法》規定到，從這一天開始德國國旗只能是卐字旗（帶右旋的卐字），不能再使用黑-白-紅三色旗作為國旗。赫爾曼·戈林以國會主席的身份在紐倫堡的一次談話中解釋了這個改變的原因:
舊的國旗（指黑-白-紅三色旗）飽含了榮譽，但是她只是代表了德國過去的榮譽。[...] 我們對舊的黑-白-紅三色旗的尊重，妨礙了我們對這種旗幟隱含在勝利的標誌下的反動意義的注意。
禁止使用黑-白-紅三色旗的一個比較公認的原因是於1935年7月26日發生在紐約的“不萊梅號事件”：在德國班輪“不萊梅號”在紐約港口靠岸時，一群“反納粹遊行”參與者爬上不萊梅號並將納粹的卐字旗撕成碎片投入哈德遜河。四天后德國大使向美國政府投了封尖刻的抗議信，文中指出德國國旗被“玷辱”了。美國方面卻以卐字旗只是納粹黨旗，而作為德國國旗的黑-白-紅三色旗並沒有受到損壞為理由推卸責任。這個事件最終讓希特勒決定修改國旗法。

二次大戰後，盟軍管制理事會的通過的第一項法令即是永久廢除納粹的所有標誌。歐洲許多國家，特別是德國，嚴禁卐字標誌和卐字旗在公共場所張貼或發放。

### 盟軍佔領下的德國
二戰戰敗後，德國遭到盟軍佔領。雖然當時已不存在任何德國政府和德國國旗，德國的船隻在國際法的要求下必需一個國家標誌。由於曾被用作德國的國家標誌，國際信號旗中的C-信號旗被盟國管制理事會作為盟軍佔領下的德國的臨時的國家標誌。其設計為帶燕尾的C-信號旗（英語：CC-Pennant）。理事會規定「這面旗幟不能夠用於垂掛，也不可以掛在任何國家的戰船和商船上，任何人不能對其進行任何致意的儀式。」同理，日本在二戰戰後的盟軍佔領時期也只能使用帶燕尾的E-信號旗作為國家標誌。
在奧德河-尼斯河線以西的德國聯邦州在分別為英、美、法、蘇四國盟軍統治，並建立了新的聯邦州政府。在美軍統治區，原符騰堡自由人民州和巴登共和国的北半部地區於1946年合併為符腾堡-巴登州。符騰堡-巴登州使用黑-紅-金三色旗為州旗。選擇這三種顏色並不是基於三色旗的歷史意義，而是簡單的將金色和代表符騰堡州的紅色和黑色放在一起，因為巴登州的代表色正好是紅色和黃色。1952年，符騰堡-巴登歸入了現在德國的巴登-符騰堡州，其州旗改成黑色和金色。
戰後德國還成立了兩個新的聯邦州：萊茵蘭-普法爾茨（法國占領區）和下薩克森（英國占領區），它們也選擇黑-紅-金三色旗為州旗，這三種顏色也和它們的紋章顏色相同。這兩個州都是從原來的一些聯邦州中分出來的部分重新組合產生的，由於原來的州旗顏色無法合理搭配，所以只能使用其他方案。選擇黑-紅-金三色旗有兩個主要原因：這三種顏色和組成它們的任何一個舊的聯邦州都沒有什麼特殊的聯繫，而使用原來魏瑪共和國的旗幟也標誌了新的聯邦德國。
| 下萨克森邦旗 |
| 下萨克森邦旗 |

| 萨尔保護領旗 |
| 萨尔保護領旗 |

| 莱茵兰-普法尔茨州旗 |
| 莱茵兰-普法尔茨州旗 |

### 東西兩德

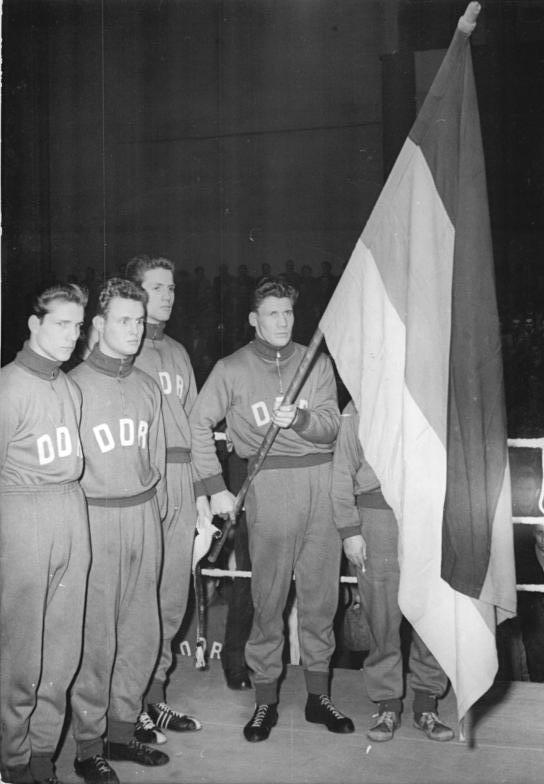
1955年世界拳击赛上的东德国旗（当时国旗中间没有东德国徽）

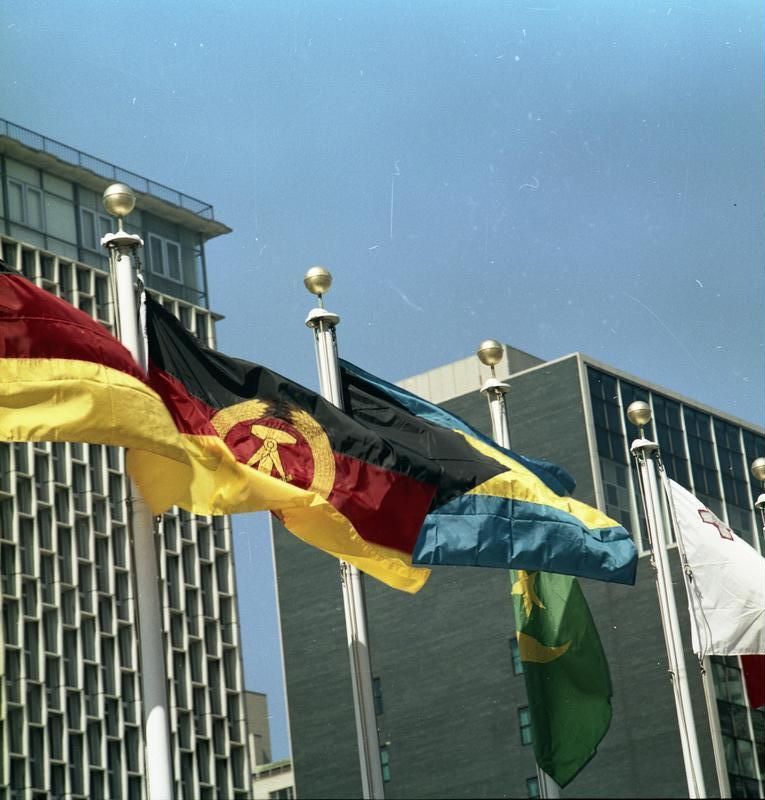
1973年9月，西德和东德国旗同時在联合国总部飄揚

由於蘇聯和美國關係的惡化，1948年3月，三個西方聯盟英，美，法將其占領區合併並成立了德意志聯邦共和國，即西德。随后，蘇占区也成立了德意志民主共和國，即東德。
在準備西德的新憲法的過程中，於1948年8月在海倫基姆湖宮舉行的一次會議中新的德國標誌的制定被提上了議程。雖然有提議在德國統一前不要制定新的德國國旗，但由於1946年11月德國統一社會黨的大力推薦，最終通過了使用黑-紅-金三色旗作為共和國國旗的決議。
當時西德對國旗有好幾種設計方案，最後的是決定在兩個都是用黑-紅-金為基色的設計中作出的：德國統一社會黨推薦再度啟用原魏瑪共和國國旗，而保守黨派基民盟/基社盟和德意志黨則推薦使用由議會委員會成員恩斯特·威爾邁爾和後來成為聯邦總理的康拉德·阿登納共同設計的帶十字架的國旗方案。約瑟夫·威爾邁爾則於1944年也設計了一款和他兄弟設計的旗幟十字架顏色相反的國旗。最後，黑-紅-金三色旗以絕對多的票數獲勝，因為其更能闡述新的德國聯邦和魏瑪共和國之間的持續性。根據1949年5月23日頒布的西德憲法黑-紅-金三色旗正式成為德意志聯邦共和國國旗。
| 约瑟夫·威尔迈尔（德语：Josef Wirmer）方案（1944年） |
| 约瑟夫·威尔迈尔方案（1944年）           |

| 恩斯特·威尔迈尔（德语：Ernst Wirmer）方案（1948年） |
| 恩斯特·威尔迈尔方案（1948年）           |

| 基民盟方案（1948年） |
| 基民盟方案（1948年） |

| 罗伯特·莱尔（德语：Robert Lehr）基于美国国旗的方案（1948年） |
| 罗伯特·莱尔基于美国国旗的方案（1948年）           |

| 保罗·温特斯基（德语：Paul Wentzcke）基于法国国旗的方案（1948年） |
| 保罗·温特斯基基于法国国旗的方案（1948年）           |

| 埃德温·雷德斯洛布（德语：Edwin Redslob）方案，白条象征德国的分裂（1948年） |
| 埃德温·雷德斯洛布方案，白条象征德国的分裂（1948年）           |

1955年，法統薩爾保護領的居民投票加入西德，因為其於1947年成為法國的一個獨立的保護國，因此薩爾保護領的旗幟是由藍紅色的底色加上白色的北歐十字組成。為了表示其從此成為西德的一部分，1956年7月9日薩爾保護領啟用了新的旗幟：中央有薩爾紋章的黑-紅-金三色旗。1957年1月1日開始，這面旗幟也成為了新的聯邦州薩爾的州旗。
1946年起蘇聯統治區開始考慮使用黑-紅-金三色旗，並於1948年的第二次人民大會開始對是否啟用黑-紅-金三色旗作為東德國旗開展了討論。這項提議是基於二戰最後兩年的蘇聯的一個反納粹的組織自由德國民族委員會對黑-白-紅三色的使用。根據弗里德里希·艾伯特的提議，1949年10月7日黑-紅-金三色旗正式成為德意志民主共和國國旗。在1949年到1959年期間，東德和西德的國旗理論上是完全相同的，但從1959年10月1日開始，東德政府在黑-紅-金三色旗的中間加上了德意志民主共和國國徽。在西德方面看來，東德的這個舉動是蓄意加深兩德的分裂，因此在西德和西柏林這個旗幟被稱為“分裂之旗”。
從1956年到1964年，東西德共同以一支名為德國統一代表隊的代表隊參加了冬季和夏季奧林匹克運動會，由於東德在1959年改變了國旗後，東西德間都不承認對方的國旗，因此作為妥協，1960年到1968年間在由東西德共同參加的運動會上使用的德國代表隊旗幟是以黑-紅-金三色旗為底，紅色橫條中央有白色的奧林匹克五環的設計。
| 3:5 德意志聯邦共和國國旗（1949–1990） |
| 3:5 德意志聯邦共和國國旗（1949–1990） |

| 3:5 德意志民主共和國國旗（1949–1959） |
| 3:5 德意志民主共和國國旗（1949–1959） |

| 3:5 德意志民主共和國國旗（1959–1990） |
| 3:5 德意志民主共和國國旗（1959–1990） |

| 德國統一代表隊旗（1960-1968） |
| 德國統一代表隊旗（1960-1968） |

### 1989年至今

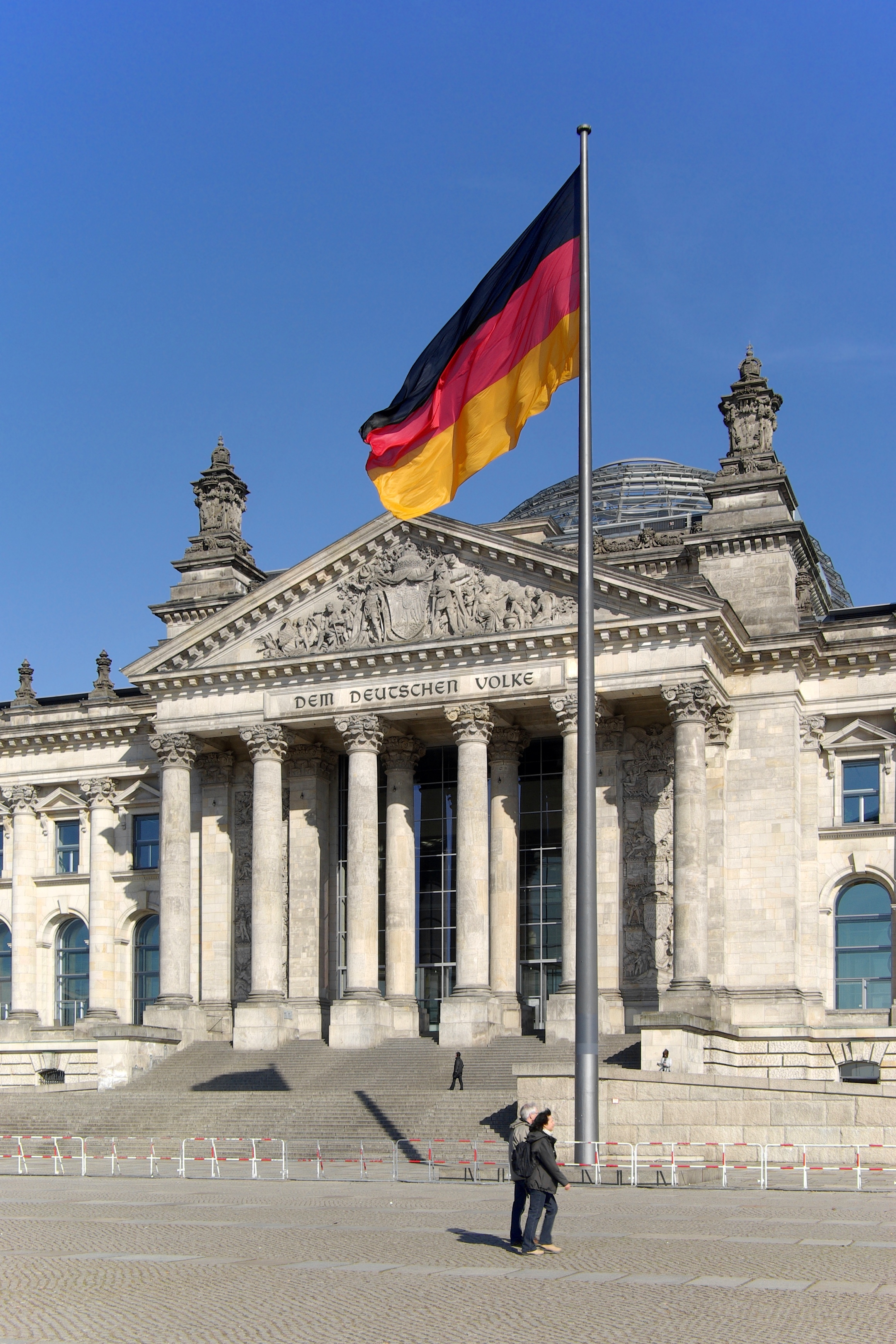
“统一之旗”：1990年10月3日在国会大厦前升起的德国国旗

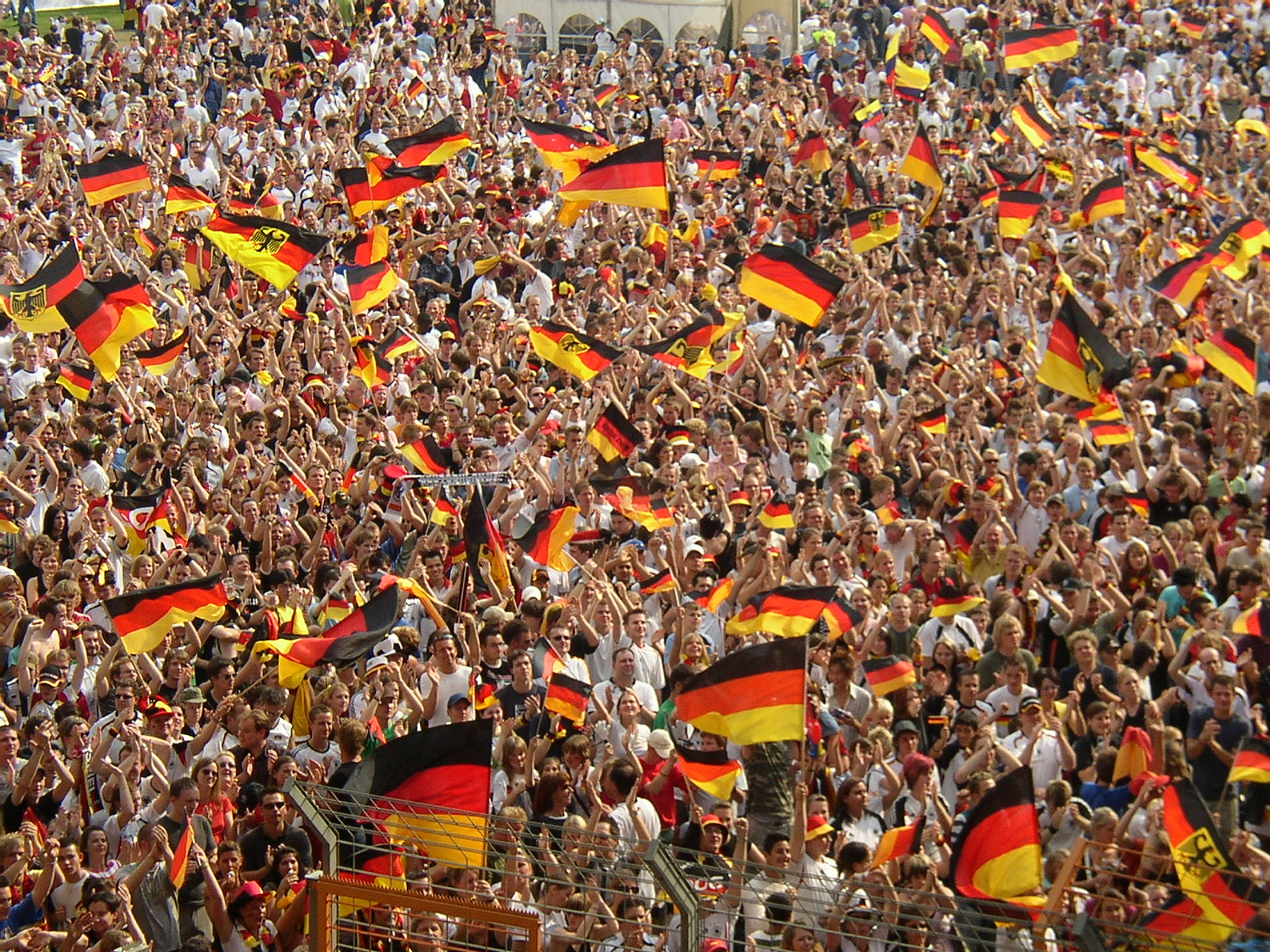
2006年世界杯足球賽上的德國球迷，一些國旗上有德國國徽

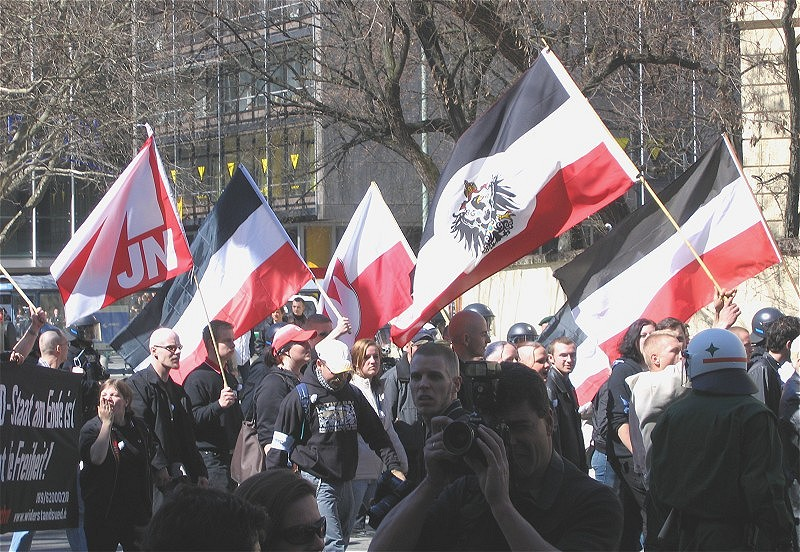
2005年新納粹慕尼黑大遊行

1989年11月柏林牆倒塌後，很多東德人效仿1956年匈牙利人的做法去掉东德國旗上的國徽。随后东德人转而倾向于使用單純的黑-紅-金三色旗為國旗，這也隱含了東西德同時希望恢復一個統一和民主的德國。最终在1990年10月3日，德意志民主共和國併入德意志聯邦共和國，黑-紅-金三色旗成為了統一的德國的旗帜。1998年德国联邦政府成立了统一社会党專制評鑑聯邦基金會，其標誌是移除東德國徽的三色旗。
舊的德意志帝國黑-白-紅三色旗仍為一些君主主義者及一些希望能和平復闢的舊德國貴族所使用。不過這些使用者完全被遮蓋在極右派的陰影之下，因為卐字旗在德國完全禁用，因此極右派也使用納粹在1935年使用過的黑-白-紅三色旗為自己的標誌。由於德國和其他一些國家對納粹標誌的禁令，很多以二戰為背景的遊戲中不會使用卐字旗，中心改為十字圖案而是使用一些1918前的德國國旗或現在的黑-紅-金三色旗作為代替。